# La guerra è finita (miniserie televisiva 2002)
La guerra è finita è una miniserie televisiva italiana diretta da Lodovico Gasparini, distribuita in prima visione da Rai 1 il 5 e il 6 maggio 2002.

## Produzione
Nel suo formato originario, la fiction è composta da due distinte puntate della durata di 90 minuti cadauna. Per via del suo tipo di impostazione narrativa, ovvero con due puntate che sono percepibili come il primo tempo e il secondo tempo di un unico lungometraggio – contrariamente ad altri tipi di miniserie televisive, come ad esempio Doc West che ha due puntate separate anche da un sottotitolo diverso – La guerra è finita è classificata spesso non come una miniserie televisiva, bensì come un film televisivo della durata di 180 minuti. Gli interpreti principali della fiction furono Alessandro Gassmann, Barbora Bobuľová e Beppe Fiorello. Quest'ultimo fu accreditato ufficialmente con l'ipocoristico Beppe e non con il nome anagrafico Giuseppe, come accadeva anche in altri film. Tra gli interpreti secondari, si segnalano Mimmo Mancini, Valeria D'Obici, Sara Franchetti e Toni Bertorelli.
L'opera audiovisiva è di genere drammatico e di genere guerra; fu una produzione integralmente italiana, contrariamente ad altri sceneggiati televisivi e film televisivi che spesso venivano co-prodotti da network radiotelevisivi di diversi Paesi.
La regia è di Lodovico Gasparini, gli autori del soggetto e della sceneggiatura furono Massimo De Rita e Mario Falcone, i produttori furono Angelo Rizzoli per la Rizzoli Audiovisivi e Tonino Neddu e Fabrizio Zappi per la Rai. Gli autori e i produttori si avvalsero della consulenza storica di Rosario Bentivegna, che al tempo della produzione della fiction era uno dei non moltissimi cittadini medaglia d'oro della Resistenza ancora in vita, ed anche della consulenza di Carlo Mazzantini, che invece era uno dei reduci della Repubblica Sociale Italiana ancora in vita.

## Riconoscimenti
L'opera audiovisiva vinse cinque «FIPA d'oro» (Grand Prize, migliore attore, migliore attrice, migliore sceneggiatore, migliore musica) al concorso International Festival of Audiovisual Programs 2003.
Degno di nota fu anche il riscontro in termini di audience: con una media di 7.777.000 telespettatori tra le due puntate, conseguì un risultato che era considerato molto positivo anche a quell'epoca, in cui i canali gratuiti a disposizione del pubblico italiano e sammarinese erano ancora relativamente pochi, e i principali canali di Rai e Mediaset si accaparravano la quasi totalità del pubblico a quel tempo disponibile a fruire i contenuti televisivi.

## Trama
Claudio, Giulia ed Ettore sono tre studenti universitari: hanno la stessa età e sono cresciuti insieme. Entrambi i giovani sono innamorati di Giulia ma la ragazza, almeno inizialmente, non cede ai sentimenti degli amici, temendo di rovinare l'amicizia del gruppo. La loro vita viene sconvolta il 10 giugno 1940, il giorno della dichiarazione di guerra letta dal balcone di Palazzo Venezia da Mussolini.
Claudio, figlio di un gerarca fascista, si arruola volontario alla volta della guerra in Grecia, ma prima della partenza trascorre una notte d'amore con Giulia. La ragazza scoprirà in seguito di essere rimasta incinta e proverà ad avvisare Claudio scrivendogli una lettera, ma questa non arriverà mai a destinazione a causa di un bombardamento. Durante lo scontro, Claudio viene ferito e perde la memoria. Dopo essere guarito (e non ricordandosi nulla del suo passato) decide di continuare la guerra andando sul fronte russo. Anche Ettore parte per la Russia, ma non incontrerà Claudio dato che, dopo la scelta di Giulia, chiude i rapporti con entrambi.
Rimasta sola, Giulia si trasferisce in Abruzzo: lì partorisce ed incontra il professor Cecchi, rifugiatosi in provincia a causa delle sue opinioni antifasciste. Pur essendosi dato alla macchia, Cecchi viene rintracciato e posto in arresto dalla polizia, comandata dal padre di Claudio. Giulia cerca di contattare la moglie del professore per consegnarle una lettera, ma non riesce nell'intento perché la donna ha deciso di suicidarsi.
Sconvolta dall'accaduto, Giulia si convince ad entrare nella Resistenza e dopo poco ritrova Ettore, nel frattempo sopravvissuto alla campagna di Russia. I due si innamorano e la donna rimane incinta per la seconda volta, con Ettore che decide di diventare anche lui un partigiano. La coppia viene incaricata di assassinare un gerarca fascista senza sapere che si tratta del padre di Claudio.
Nel frattempo Claudio, anch'egli reduce dalla Russia, dopo aver recuperato la memoria decide invece di arruolarsi nella Xª MAS e sostenere la Repubblica Sociale Italiana. Seppur schierati su fronti opposti, tanto Claudio quanto Ettore e Giulia sono convinti di combattere per la libertà e per la patria: se Claudio ritiene di dover continuare a difendere l'Italia dall'invasore angloamericano, Ettore e Giulia ritengono si debba rovesciare il regime fascista per ottenere la pace. Tuttavia, entrambi gli schieramenti si macchieranno di fatti che disgusteranno i protagonisti (partigiani che uccidono giovani e anziani sostenitori di Mussolini e repubblichini che uccidono civili per rappresaglia contro gli attacchi partigiani).
Sul finire del conflitto, nei pressi di un posto di blocco Ettore e Giulia si presentano fornendo dei documenti falsi. Accorgendosi della presenza di Claudio, temono che l'amico possa tradirli. Quest'ultimo capisce che gli amici sono diventati partigiani, ma finge di non riconoscerli e li lascia passare, per salvar loro la vita. Con la morte di Mussolini e la fine della guerra, i tre ragazzi si riuniscono e riescono a superare i loro attriti, capendo che in guerra non esistono buoni o cattivi, ma soltanto povera gente che muore spesso ingiustamente. Ritrovata l'amicizia iniziale, Ettore e Giulia aiutano Claudio a scappare dall'Italia, essendo ricercato come ex combattente fascista. Ettore promette a Claudio che crescerà il figlio avuto da quest'ultimo con Giulia come se fosse un suo vero figlio.